# Herb Strykowa
Herb Strykowa – jeden z symboli miasta Stryków i gminy Stryków w postaci herbu.

## Wygląd i symbolika
Herb przedstawia w polu błękitnym złotą gwiazdę sześcioramienną nad takimże półksiężycem.

## Historia
Herb został przyjęty w 1 połowie XX w. Jego projektanci uznali ów herb za godło rodowe pierwszych właścicieli miasta – Strykowskich. Nie zachowały się jednak żadne średniowieczne pieczęcie miejskie z tym herbem. Bartosz Paprocki, autor XVI-wiecznego herbarza, uznał Strykowskich za Leliwitów herbu Leliwa, co powtarzali po nim inni. Nowsze badania dowiodły jednak, że założyciel miasta należał do rodu Łazęków (łęczycka odmiana). Herb Leliwa nie ma zatem nic wspólnego z dziejami Strykowa.